# 方道通
方道通（？—？），字寓庸，號夷庚，直隶徽州府歙縣人，明朝政治人物。

## 生平
万历二十八年（1600年）庚子科举人，三十二年（1604年），登甲辰科进士，吏部觀政。本年授善化知县，三十三年调江夏县，三十八年考察，本年補浦城知县，四十年升南刑部主事，四十一年丁憂，四十六年除南兵部主事，四十七年升员外，天启元年升郎中，本年升開封知府，三年升颍州道副使，五年考察。